# Aeroporto de Svalbard
O Aeroporto de Svalbard (em norueguês:  Svalbard lufthavn, Longyear e em inglês:  Svalbard Airport; código IATA: LYR, código ICAO: ENSB) está localizado a 5 km a noroeste da cidade de Longyearbyen, na ilha de Spitsbergen, no arquipélago norueguês de Svalbard.

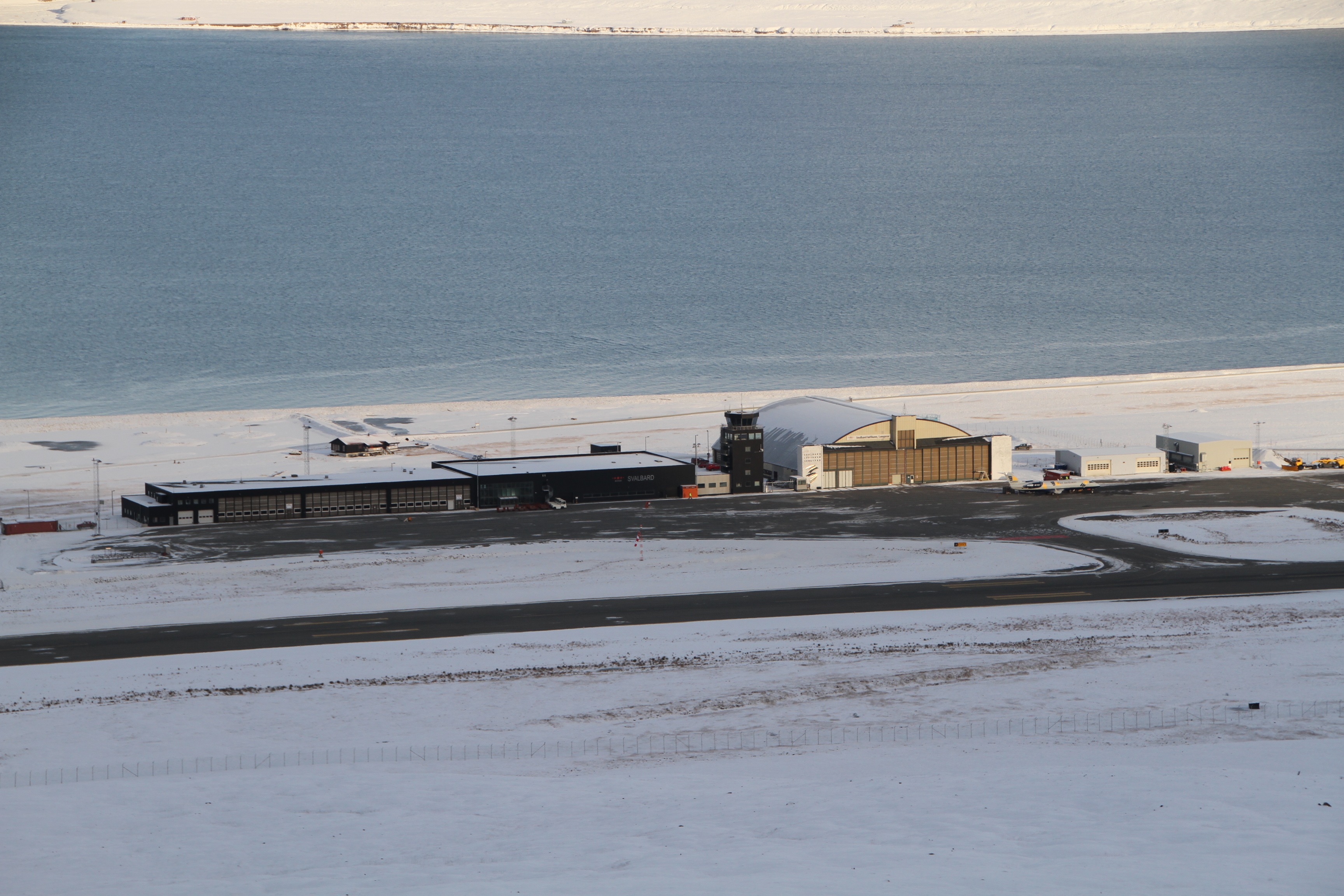
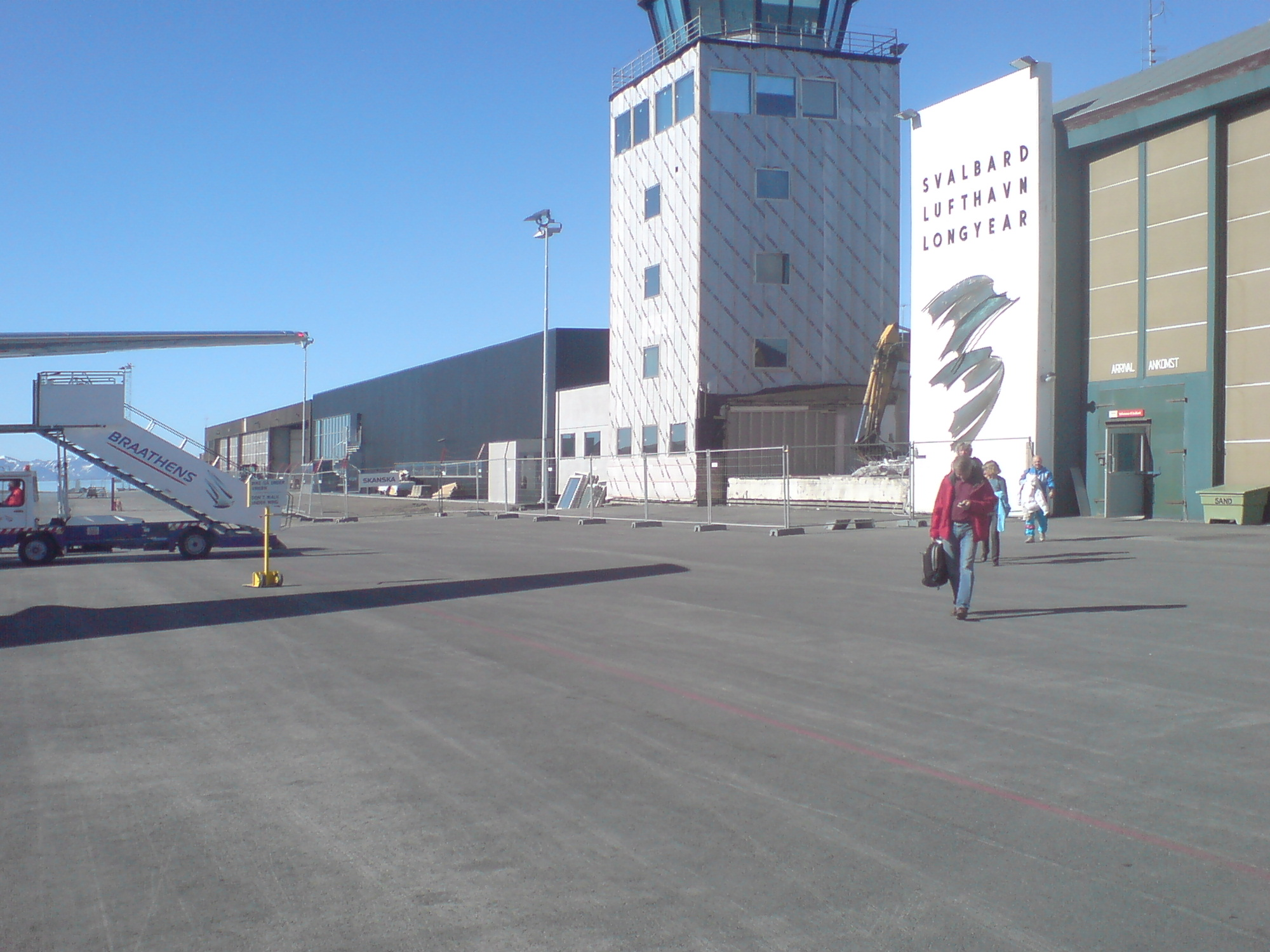
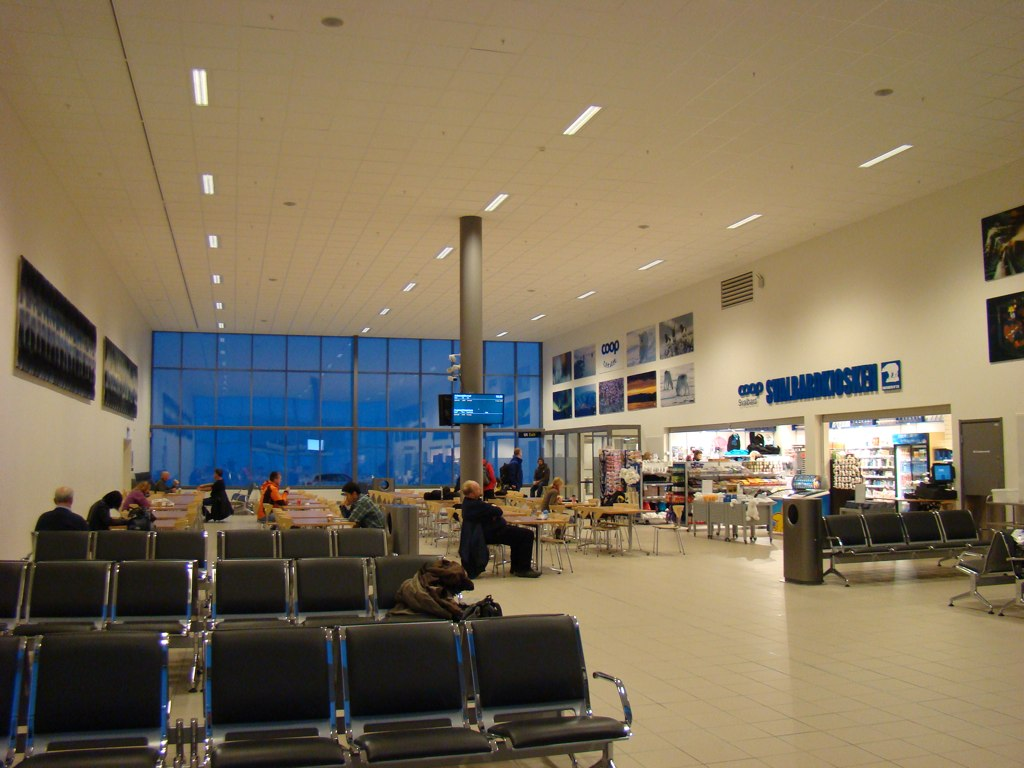
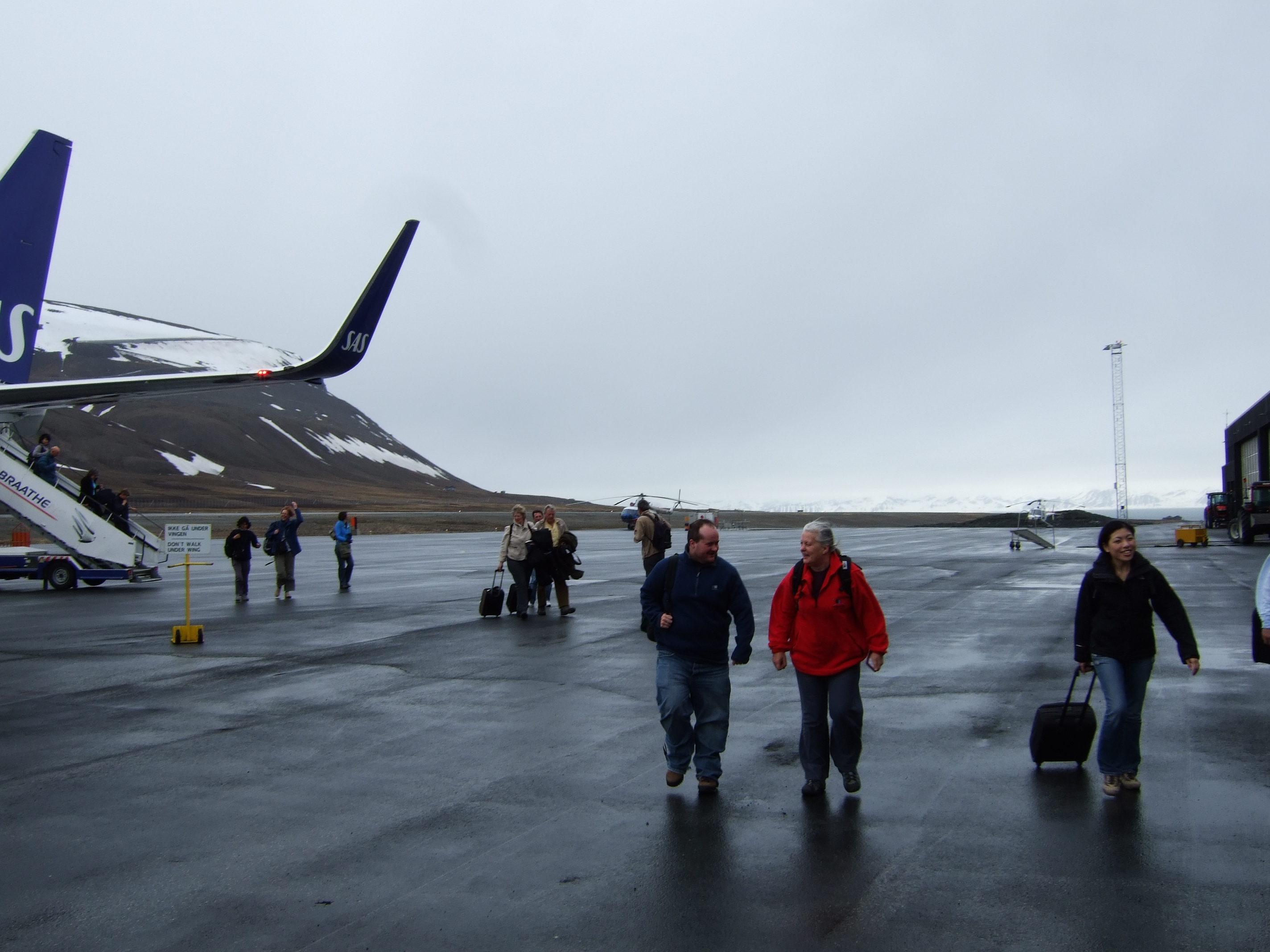